# Droga wojewódzka 448
Die Droga wojewódzka 448 (DW 448) ist eine 46 Kilometer lange Droga wojewódzka (Woiwodschaftsstraße) in der polnischen Woiwodschaft Niederschlesien, die Milicz mit Syców verbindet. Die Strecke liegt im Powiat Milicki und im Powiat Oleśnicki.

## Streckenverlauf
Woiwodschaft Niederschlesien, Powiat Milicki
-  Milicz (Militsch) (DK 15, DW 439)
- Czarnogoździce (Zwornogoschütz)
- Wierzchowice (Wirschkowitz)
- Krośnice (Kraschnitz)
- Police (Politz)
- Brzostowo

Woiwodschaft Niederschlesien, Powiat Oleśnicki
- Nowa Wieś Goszczańska
- Goszcz (Goschütz)
- Moszyce
- Twardogóra (Festenberg)
- Chełstówek (Klein Schönwald)
- Gola Wielka (Groß Gahle)
-  Drołtowice (Rudelsdorf) (DK 25)
- Zawada (Dyhrnfeld)
- Wojciechowo Wielkie
- Działosza (Ottendorf)
- Wielowieś (Klein Schönwald)
- Nowy Dwór (Neuhof)
-  Syców (Groß Wartenberg, Polnisch Wartenberg) (DK 58, DW 449)